# آرک
آرَک یا آلوئول دندانی (dental alveolus) یا به طور غیرتخصصی پایهٔ دندان حفره‌ای‌ استخوانی‌ است که‌ ریشۀ دندان‌ در آن‌ قرار گرفته‌ است. آرَک ریشه‌های دندان را می‌پوشاند و پایه‌های استخوانی دندان را شکل می‌دهد.
آرک‌ها حفره‌هایی در فک هستند که ریشهٔ دندانها را در ساختار حفره‌مانند بوسیلهٔ فیبر پیرادندانی (پریودنتال) نگه می‌دارند. اصطلاح دیگری که به صورت غیر تخصصی برای آلوئول دندان بکار می‌رود، «پایهٔ دندان» است.  مفصلی که ریشه‌های دندان و حفره را به هم متصل می‌کند نوعی از مفصل رشته‌ای است که مفصل چفتی (گومفوز) نام دارد. 
در پستانداران، پایه‌های دندان در استخوان فک بالا، استخوان جلوی فک پایین، و فک مشاهده می‌شود.

## محافظت پایه
محافظت پایه یا محافظت از برآمدگی آرک، روشی برای کاهش آسیب دیدگی استخوان آرک پس از کشیدن دندان به منظور محافظت از حفرهٔ (پایهٔ) دندان در استخوان حفرهٔ دندان است. غشای فیبرین غنی از پلاکت حاوی عناصر تقویت‌کنندهٔ رشد استخوان است که می‌تواند روی پایهٔ یک دندان کشیده شده، بخیه شود. سپس پایهٔ دندان بوسیلهٔ بخیه یا یک غشای غیرقابل جذب یا قابل جذب و بخیه بسته می‌شود.

## آسیب‌شناسی
تورم آرک دندان می‌تواند ناشی از التهاب استخوان (حفره خشک یا آرَک‌آماس) بوده، و به درد و ناراحتی دهان منجر شود.
برش‌ آرَک‌ یا آرَک‌‌سازه‌ از طریق جراحی‌ را آرَک‌بُری (alveolotomy) می‌گویند. تصحیح‌ بدشکلی‌های‌ استخوانی‌ و برداشتن‌ استخوان‌ آرَک‌سازه‌ از طریق جراحی‌ نیز آرَک‌برداری (alveolectomy) نامیده می‌شود.